# 茄苳腳 (嘉義縣)
茄苳腳，是台灣嘉義縣太保市的一個傳統地域名稱，位於該市南部偏西。相較於今日行政區，其範圍大致與春珠里相近。

## 歷史
台灣清治末期至日治初期，茄苳腳地區為一街庄，稱為「茄苳腳庄」，隸屬於大槺榔東下堡。該庄北與太保庄為鄰，東與後潭庄、梅仔厝庄為鄰，南邊為後藔庄，西邊為頂港仔墘庄、崙仔頂庄。
1901年（日治明治三十四年）11月，全台廢縣廳改設二十廳，該庄隸屬於嘉義廳。1903年（明治三十六年）6月，該庄編入「後潭區」，隸屬於嘉義廳。1909年（明治四十二年）10月，合併二十廳為十二廳，後潭區仍隸屬於嘉義廳。1920年（大正九年），全台地方制度大改正，廢十二廳改設五州二廳，該庄改制為「茄苳腳」大字，隸屬於臺南州東石郡太保庄。
戰後太保庄改制為太保鄉，隸屬於臺南縣，大字亦改制為村。1950年10月，雲、嘉、南分治，太保鄉改隸屬嘉義縣。1991年7月1日，嘉義縣治遷治於太保鄉，太保鄉升格為縣轄市太保市。

## 聚落
本地區發展較早的聚落為茄苳腳、春珠等，在日治期初期的官方地圖上已有記載。

## 交通
- 省道台37線
- 縣道167號
- 縣道168號
- 鄉道嘉44線
- 鄉道嘉49線

## 廟宇
- 福春宮